# Eddy Tiel
Eddy Tiel   (la Haia, 29 de desembre de 1926 - Emst, 21 de febrer de 1993) va ser un jugador d'hoquei sobre herba neerlandès que va competir durant les dècades de 1940 i 1950.
Durant la seva carrera esportiva va prendre part en dues edicions dels Jocs Olímpics: el 1948, a Londres, on va guanyar la medalla de bronze com a membre de l'equip neerlandès en la competició d'hoquei sobre herba, i el 1952, a Hèlsinki, on va guanyar la medalla de plata.